# بخش سیانگ
بخش سیانگ (به انگلیسی: Siang district) یک منطقهٔ مسکونی در هند است که در آروناچال پرادش واقع شده‌است. بخش سیانگ ۲٬۹۱۹ کیلومتر مربع مساحت و ۳۱٬۹۲۰ نفر جمعیت دارد.